# Elezioni parlamentari in Austria del 1983
Le elezioni parlamentari in Austria del 1983 si tennero il 24 aprile per il rinnovo del Nationalrat. In seguito all'esito elettorale, Fred Sinowatz, esponente del Partito Socialista d'Austria, divenne Cancelliere.

## Risultati
| Liste                           | Voti      | %     | Seggi |
| ------------------------------- | --------- | ----- | ----- |
| Partito Socialista d'Austria    | 2 312 529 | 47,65 | 90    |
| Partito Popolare Austriaco      | 2 097 808 | 43,22 | 81    |
| Partito della Libertà Austriaco | 241 789   | 4,98  | 12    |
| Verdi Uniti d'Austria           | 93 798    | 1,93  | –     |
| Lista Alternativa d'Austria     | 65 816    | 1,36  | –     |
| Partito Comunista d'Austria     | 31 912    | 0,66  | –     |
| Partito Austria                 | 5 851     | 0,12  | –     |
| Movimento Stop Immigrati        | 3 914     | 0,08  | –     |
| Totale                          | 4 853 417 | 100   | 183   |

| Riepilogo dei voti (+/- elezioni 1979)  | Riepilogo dei voti (+/- elezioni 1979) | Riepilogo dei voti (+/- elezioni 1979) | Riepilogo dei voti (+/- elezioni 1979) | Riepilogo dei voti (+/- elezioni 1979) | Riepilogo dei voti (+/- elezioni 1979) | Riepilogo dei voti (+/- elezioni 1979) |
| --------------------------------------- | -------------------------------------- | -------------------------------------- | -------------------------------------- | -------------------------------------- | -------------------------------------- | -------------------------------------- |
| Partito Socialista d'Austria            | Partito Socialista d'Austria           | Partito Socialista d'Austria           |                                        |                                        | 47,65%                                 | ▼ 3,38                                 |
| Partito Popolare Austriaco              | Partito Popolare Austriaco             | Partito Popolare Austriaco             |                                        |                                        | 43,22%                                 | ▲ 1,32                                 |
| Partito della Libertà Austriaco         | Partito della Libertà Austriaco        | Partito della Libertà Austriaco        |                                        |                                        | 4,98%                                  | ▼ 1,08                                 |
| Verdi Uniti d'Austria                   | Verdi Uniti d'Austria                  | Verdi Uniti d'Austria                  |                                        |                                        | 1,93%                                  | ▲ 1,93                                 |
| Lista Alternativa d'Austria             | Lista Alternativa d'Austria            | Lista Alternativa d'Austria            |                                        |                                        | 1,36%                                  | ▲ 1,36                                 |
| Altri <1,00%                            | Altri <1,00%                           | Altri <1,00%                           |                                        |                                        | 0,86%                                  | ▼ 0,15                                 |
| Riepilogo dei seggi (+/- elezioni 1979) |                                        |                                        |                                        |                                        |                                        |                                        |
|                                         |                                        |                                        |                                        |                                        |                                        |                                        |
| SPÖ                                     | 90                                     | ▼ 5                                    |                                        | ÖVP                                    | 81                                     | ▲ 4                                    |
| FPÖ                                     | 12                                     | ▲ 1                                    |                                        |                                        |                                        |                                        |